# Semovente da 47/32
Semovente da 47/32 — італійська самохідна артилерійська установка (САУ) часів Другої світової війни, класу протитанкових САУ, легка по масі.

## Особливості конструкції
Корпус Semovente L40 da 47/32 мав клепану конструкцію, товщина бронелистів досягала 30 мм. Протипожежна перегородка розділяла корпус на два відділення: суміщене управління, бойове та моторне. Робоче місце механіка-водія було попереду праворуч; для спостереження йому служив прямокутний люк у лобовому листі, що закривається стулкою з оглядовою щілиною, а також перископ. Для входу і виходу в борту корпусу були дверцята, але практично механік-водій (як і інші члени екіпажу) займав своє місце, перелазячи через борт. Тому дверцята стали заварювати, а на самохідках пізніх серій від неї зовсім відмовилися. Дверцята на правому борті італійські екіпажі САУ зазвичай не використовували.
Ліворуч від механіка-водія знаходилося робоче місце командира екіпажу. Спочатку екіпаж Semovente L40 da 47/32 складався всього з двох осіб, але цілком очевидна перевантаженість командира змусила ввести до складу екіпажу заряджаючого, що розташовувався за механіком-водієм (це сталося у першій половині 1942 року). Боєкомплект гармати знаходився у двох укладаннях: за механіком-водієм (на 33 снаряди) та на правій стінці бойового відділення (на 37 снарядів).
Силова установка Semovente L40 da 47/32: бензиновий двигун FIAT SPA 18VT потужністю 70 к. с. з чотиришвидкісною коробкою передач та ходова частина, яка використовувалась на танці L6/40
Лінійні самохідки радіостанціями не комплектувалися, але було ще дві модифікації радіофікованих машин: САУ Semovente L40 Comando Plotone призначалася для командирів взводів - вона обладналася радіостанцією "Марелі" RF 1 CA з дальністю дії 5-6 км, а боєкомплект гармати було скорочено до 49 снарядів. Машина командира роти Semovente L40 Comando Compagnia, крім радіостанції RF 1 CA обладнувалися станцією RF 2 CA з дальністю дії 20 км. Гармати вони не мали, натомість озброювалися 8-мм кулеметом Breda 38, що стріляв через дерев'яний макет ствола гармати.
Сухопутні війська Італії спочатку замовили 283 самохідки Semovente L40 da 47/32, але у травні 1943 року замовлення було збільшено до 460 одиниць. Серійне виробництво на підприємстві SPA у Турині почалося у січні 1942 року, і до перемир'я у вересні 1943 року було здано приблизно 320 машин. Навесні 1942 три десятки Semovente L40 da 47/32 переробили в транспортери боєприпасів для 90-мм самохідок Semovente М41 da 90/53.

## Бойове застосування
Як і передбачалося, перші партії Semovente L40 da 47/32 потрапили до розвідувальних частин, що формувалися на базі полків кавалерії та берсальєрів. Завданням новоприбулих машин була підтримка легких танків L6/40 та бронеавтомобілів АВ-41. Кавалерія формувала бронерозвідувальні угруповання ( іт. Raggruppamenti Esploranti Corazzati - R.E.Co.), що складалися з двох груп ескадронів ( іт. Gruppo Squadroni). В одну з таких груп запроваджувався ескадрон, озброєний самохідками (11-12 одиниць). У лютому 1942 року Semovente L40 da 47/32 отримало 15-те угруповання, сформоване на базі полку Cavalleggeri di Lodi, а в липні такі машини з'явилися в 8-му угрупуванні, створеному на базі полку Lancieri di Montebello. 13-та група ескадронів, сформована полком Cavalleggeri di Aleksandria, складалася з двох ескадронів Semovente L40 da 47/32 (загалом 19 машин).
У лютому 1942 самохідками Semovente L40 da 47/32 озброїли одну роту 69-го батальйону 18-го моторизованого полку берсальєрів ( іт. Regimento Bersaglieri Motocorazzato). Але незабаром основним типом частин, озброєних Semovente L40 da 47/32, стали протитанкові батальйони - Battaglioni Contracarri Semovente da 47. Складаючись, як правило, з двох рот, вони могли входити до складу дивізій або діяти як корпусний резерв. Італійське командування сформувало не менше 16 таких батальйонів, але з огляду на кількість випущених САУ Semovente L40 da 47/32, ймовірно, далеко не всі з них були укомплектовані штатом.
Бойовий дебют Semovente L40 da 47/32 відбувся на Східному фронті, куди влітку 1942 року було відправлено 13-ту групу ескадронів разом із 67-м батальйоном берсальєрів (озброєним танками L6/40). Наприкінці серпня самохідки разом із танками підтримували контратаки альпійських стрільців біля станиці Чеботарівської на Дону. 19 листопада 1942 року 13-та група, що входила до складу моторизованої дивізії Principe Amadeo Duca d'Aosta, мала 16 самохідок Semovente L40 da 47/32. Всі вони були втрачені після 16 грудня, коли на позиції італійської 8-ї армії напали війська радянського Південно-Західного фронту.
69-й батальйон берсальєрів зі своїми САУ наприкінці 1942 року брав участь в окупації середземноморського узбережжя Франції, а 20-й і 131-й протитанкові батальйони (19 і 29 самохідок Semovente L40 da 47/32 відповідно) в цей же час перекинулися на Корсику.
У Тунісі боролися три протитанкові батальйони Semovente L40 da 47/32 (1-й, 101-й і 136-й), а також частково озброєне цими самохідками 15-те бронерозвідувальне угруповування. У боях з кількісно і якісно перевершуючим противником всі САУ цих частин до травня 1943 були втрачені. Саме в Тунісі наочно виявилися основні недоліки Semovente L40 da 47/32 – слабкість озброєння та «ніжність» конструкції, непристосованої для здійснення тривалих боїв. Через відсутність достатньої кількості трейлерів частинам САУ доводилося здійснювати маневри своїм ходом, що вело до численних поламок. Проблема посилювалася перебоями у доставці запчастин.
Найбільше масово Semovente L40 da 47/32 застосовувалися в липні 1943 року на острові Сицилія, де було зосереджено не менше семи протитанкових батальйонів, озброєних цими самохідками (щоправда, не цілком укомплектованих).
8 вересня 1943 року стало відомо про підписання перемир'я між Італією та країнами антигітлерівської коаліції. Частини Вермахту одразу почали роззброєння італійських військ. Серед італійських частин, що чинили опір недавнім союзникам, було 8-е бронерозвідувальне угруповання, у 2-й групі ескадронів якого було 16 Semovente L40 da 47/32 (4 у взводі управління та 16 у 6-му ескадроні). 9-10 вересня в боях у Сечіньоли та Порта-Сан-Паоло (під Римом) війська намагалися стримати просування частин німецької 2-ї парашутної дивізії.

## Модифікації
Лінійна версія САУ Semovente da 47/32 не оснащувалась радіостанцією, натомість вона була у Semovente da 47/32 Commando plotone (машина командира взводу), а на Semovente da 47/32 Commando per Reparti Semoventi (машині командира батальйону) радіостанцій було одразу дві. Так як САУ відрізнялася досить скромними розмірами, через установку другої радіостанції довелося пожертвувати гарматою самохідки — всі машини виготовлені в цьому варіанті, були «озброєні» муляжем ствола зброї.
Як самостійна допоміжна машина виготовлена на базі Semovente da 47/32 потрібно розглядати і Semovente da 47/32 Trattore cingolato (транспортер боєприпасів). Як і машина командира батальйону вона не мала гармати (не було навіть муляжу) і була озброєна лише зенітним кулеметом. Транспортер мав дах над бойовим відділенням, екіпаж із 2-х осіб та оснащувався причепом, у якому розміщувалося до 40 90-мм снарядів. Ще 26 снарядів могли бути розміщені в корпусі машини.

## Знаходилася на озброєнні
1. Королівство Італія
2. Третій Рейх  - після виходу Італії з війни у вересні 1943 року, у розпорядження німецьких військ (що роззброїли італійські частини, що капітулювали) надійшло 78 САУ цього типу, 16 з них надалі використовувалися в німецькій армії під найменуванням Sturmgeschütz L6 mit 47/32 77
3. Незалежна Держава Хорватія  - 62 САУ цього були передані німцями хорватської армії
4. Болгарія  - на початку 1945 року командування 3-го Українського фронту передало на озброєння болгарської армії дві трофейні САУ da 47/32 італійського виробництва.